# Награда Кочићево перо
Кочићево перо је српска књижевна награда Задужбине Петар Кочић Бањалука-Београд. Награду Кочићево перо испред задужбине додјељују Задужбина Петар Кочић или министарства културе Републике Српске и Србије.
Награду је 1995. установио Никола Вуколић, председник и оснивач Задужбине Петар Кочић Бањалука-Београд, и она се додјељује четири пута годишње. На крају сваке године, један од четири добитника награде Кочићево перо добија награду Кочићева књига. Награда се додјељује књижевницима који настављају „причавину и учевину“ српског књижевника Петра Кочића (1877-1916).

## Добитници награде Кочићево перо
Добитници овог признања су, између осталих, и Радован Вуковић, Жарко Ђуровић, Ненад Вуковић, Француски културни центар из Бање Луке, Благоје Баковић, Милорад Телебак, Ђорђо Сладоје.

### 2019.
Добитник награде за пролеће и лето 2019. је Милета Продановић за књигу О папагајима и предаторима.

### 2018.
Добитник награде за пролеће и лето 2018. је Стеван Тонтић за књигу Та мјеста, у издању Агоре. Добитник награде за зиму 2018. је Гојко Божовић за књигу Мапа.

### 2017.
Добитник награде у марту 2017. био је Александар Југовић за књигу Опсенари, а у децембру 2017. епископ Григорије (Дурић) за књигу Преко прага.

### 2016.
Добитник је Вуле Журић за књигу Република Ћопић у издању Службеног гласника.

### 2015.
Добитник награде за зиму 2015. године је Драган Великић за књигу Иследник у издању Лагуне.

### 2014.
Добитник награде за 2014. годину је Звонко Карановић за књигу Најбоље године наших живота у издању ЛОМ-а.

### 2013.
Добитник награде за зиму 2013. године је Александар Гаталица за збирку Огромни микрокосмоси у издаању Чаробне књиге.

### 2012.
Добитник награде за пролеће-лето 2012. године је Владимир Пиштало за роман Венеција..

### 2011.
Добитник награде за 2011. годину је српска књижевница Вида Огњеновић за роман Посматрач птица.

### 2010.
Добитник награде за прољеће 2010. године је српски књижевник Владислав Бајац. Добитник награде за љето 2010. је српски пјесник Бећир Вуковић. Добитник награде за јесен 2010. је хрватска књижевница Ивана Симић Бодрожић.

### 2009.
Добитник награде за 2009. годину је српска пјесникиња Дара Секулић и српска књижевница Ружица Комар.

### 2006.
Добитник награде за 2006. годину је српски књижевник Марко Видојковић.

### 2004.
Добитник награде за 2004. годину је српска књижевница Љиљана Хабјановић.

### 2001.
Добитник награде за 2001. је српски књижевник Јован Радуловић.

### 1996.
Добитник награде за 1996. годину је српски књижевник Добрица Ћосић.